# Almassora
Almassora és un municipi del País Valencià a la comarca de la Plana Alta. Anteriorment, la vila va ser un lloc fort, amb un castell distant un quilòmetre del poble, sobre el marge esquerre del riu Millars, les ruïnes del qual es troben hui dia contigües a la via fèrria.

## Geografia
Situat a una altitud de 30 metres sobre el nivell del mar, es troba a la vora del riu Millars, en la seua desembocadura. La superfície del terme és plana, exceptuant unes xicotetes ondulacions del terreny en la part del secà. La rambla de la Viuda s'ajunta al riu Millars a dos quilòmetres de la població, desembocant este últim en la Mediterrània després de cinc quilòmetres de recorregut pel seu terme. La seua platja, anomenada de la Torre, és parcialment d'arena i té una longitud de quatre quilòmetres, poblada en estiu per una ampla colònia estiuenca. La seua agricultura és principalment de cultius de regadiu, abastit a través de les diverses séquies que prenen les aigües del Millars des d'un assut; les collites són majoritàriament de taronges i hortalisses, mentre en el secà hi ha especialment garroferes i ametlers.
Limita al nord amb Castelló de la Plana, a l'est amb la mar Mediterrània, al sud amb Borriana i Vila-real, i a l'oest amb Onda. Inclou els nuclis d'Almassora, la Platja, l'Horta, el Secà i el Polígon Industrial.

## Història

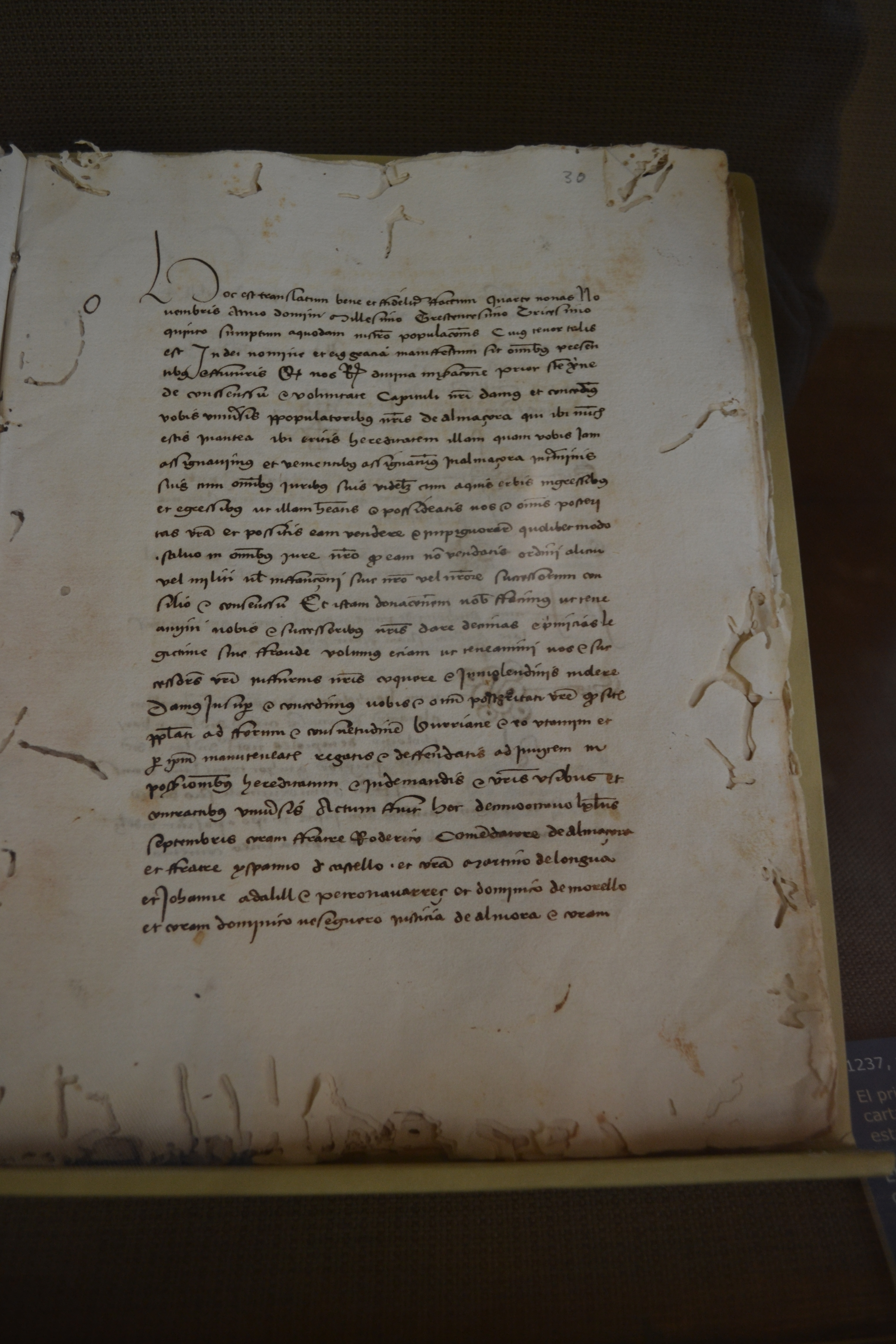
Carta pobla d'Almassora (1237)

Al terme s'han trobat restes de les diferents cultures des del Paleolític superior, Mesolític, del bronze, necròpolis del ferro i ibera, séquies romanes. Això no obstant, el seu emplaçament actual és d'origen musulmà, i en aquella època fou una plaça d'alguna importància. D'aleshores data un castell, emplaçat sobre les ruïnes d'un d'anterior, d'origen iber, a la vora del riu Millars. Fou conquerida per Jaume I en 1234. En 1237 obtingué carta de pobla a Furs d'Aragó. El senyoriu va ser concedit al bisbe de Tortosa per privilegi de 1312. El riu Millars ha estat el motor de la seua florent agricultura, però també ha estat motiu de diferents plets amb els pobles veïns per l'aprofitament de les seues aigües; per eixe motiu en 1616 va construir-s'hi una canal per a dur l'aigua a la població.

## Economia
La seua riquesa ha estat tradicionalment l'agricultura: oliveres, moreres i des de principis del segle passat, el taronger. La indústria ha tingut un fort creixement, especialment la de ceràmica i derivats, cosa que ha donat motiu a la construcció d'un ample polígon que atén totes les indústries i on s'han de destacar les de l'elaboració de la mel, una estació meteorològica i la manufactura de la taronja, la qual mostra la ubicació de les principals formes d'exportació de cítrics.

## Demografia
| 1887  | 1900  | 1920  | 1940  | 1960   | 1981   | 1996   | 2000   | 2006   | 2008   | 2010   | 2021   |
| ----- | ----- | ----- | ----- | ------ | ------ | ------ | ------ | ------ | ------ | ------ | ------ |
| 6.070 | 7.076 | 7.273 | 8.217 | 10.178 | 15.210 | 16.306 | 17.331 | 20.597 | 23.891 | 25.628 | 26.878 |

## Política i govern

### Composició de la Corporació Municipal
El Ple de l'Ajuntament està format per 21 regidors. En les eleccions municipals de 26 de maig de 2019 foren elegits 9 regidors del Partit Socialista del País Valencià (PSPV-PSOE), 7 del Partit Popular (PP), 3 de Compromís per Almassora (Compromís) i 2 de Ciutadans - Partit de la Ciutadania (Cs).
| Eleccions municipals de 26 de maig de 2019 - Almassora                                                                                |                                          |                                     |                                     |         |          |          |
| Candidatura | Candidatura                              | Candidatura                         | Cap de llista                       | Vots    | Vots     | Regidors |
| | Partit Socialista del País Valencià-PSOE |                                     | Merche Galí Alonso                  | 3.885   | 36,25%   | 9 (+3)   |
| | Partit Popular                           |                                     | Maria Tormo Casañ                   | 3.019   | 28,18%   | 7 ()     |
| | Compromís per Almassora                  |                                     | Susanna Nicolau Hidalgo             | 1.681   | 15,69%   | 3 (-2)   |
| | Ciutadans - Partit de la Ciutadania      |                                     | Vicente Javier Molla Redondo        | 1.139   | 10,63%   | 2 (+1)   |
| | Altres candidatures                      |                                     |                                     | 913     | 8,52%    | 0 ( -2)  |
| | Vots en blanc                            |                                     |                                     | 80      | 0,75%    |          |
| Total vots vàlids i regidors | Total vots vàlids i regidors             | Total vots vàlids i regidors        | Total vots vàlids i regidors        | 10.717  | 100 %    | 21       |
| | Vots nuls                                | Vots nuls                           | Vots nuls                           | 80      | 0,76%    |          |
| Participació (vots vàlids més nuls)                                                                                                   | Participació (vots vàlids més nuls)      | Participació (vots vàlids més nuls) | Participació (vots vàlids més nuls) | 10.797  | 59,25%** |          |
| Abstenció | Abstenció                                | Abstenció                           | Abstenció                           | 7.425*  | 40,75%** |          |
| Total cens electoral | Total cens electoral                     | Total cens electoral                | Total cens electoral                | 18.222* | 100 %**  |          |
| Alcaldessa: Merche Galí Alonso (PSPV) (15/06/2019) Per majoria absoluta dels vots dels regidors (12 vots: 9 de PSPV i 3 de Compromís) |                                          |                                     |                                     |         |          |          |
| Fonts: JEC, JEZ Castelló, M. Interior, Periòdic Ara. (* No són vots sinó electors. ** Percentatge respecte del cens electoral.)       |                                          |                                     |                                     |         |          |          |

### Alcaldes
Des de 2017 l'alcaldessa d'Almassora és Merche Galí Alfonso de PSPV-PSOE.
| Període                       | Alcalde o alcaldessa                        | Partit polític      | Data de possessió     | Observacions       |
| ----------------------------- | ------------------------------------------- | ------------------- | --------------------- | ------------------ |
| 1979–1983                     | Vicente Vilar Morellà                       | UCD                 | 19/04/1979            | --                 |
| 1983–1987                     | Vicente Vilar Morellà                       | AP-PDP-UL-UV        | 28/05/1983            | --                 |
| 1987–1991                     | Vicente Vilar Morellà                       | AP                  | 30/06/1987            | --                 |
| 1991–1995                     | Vicente Vilar Morellà                       | PP                  | 15/06/1991            | --                 |
| 1995–1999                     | Vicente Vilar Morellà                       | PP                  | 17/06/1995            | --                 |
| 1999–2003                     | José Luis Agustí Calpe                      | PSPV-PSOE           | 03/07/1999            | --                 |
| 2003–2007                     | Vicente Casanova Claramonte                 | PP                  | 14/06/2003            | --                 |
| 2007–2011                     | Vicente Casanova Claramonte                 | PP                  | 16/06/2007            | --                 |
| 2011–2015                     | Vicente Casanova Claramonte                 | PP                  | 11/06/2011            | --                 |
| 2015–2019                     | Susanna Nicolau Hidalgo Merche Galí Alfonso | Compromís PSPV-PSOE | 13/06/2015 12/06/2017 | Pacte de govern -- |
| 2019-2023                     | Merche Galí Alfonso                         | PSPV-PSOE           | 15/06/2019            | --                 |
| Des de 2023                   | n/d                                         | n/d                 | 17/06/2023            | --                 |
| Fonts: Generalitat Valenciana |                                             |                     |                       |                    |

## Patrimoni històric

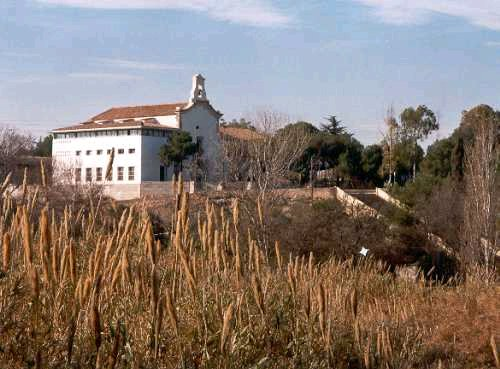
Ermita de Santa Quitèria

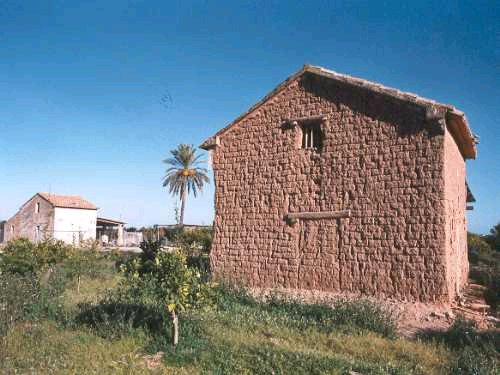
Alqueria de Fang

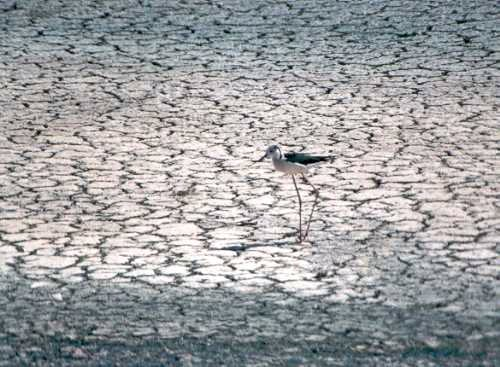
Les Goles del Millars

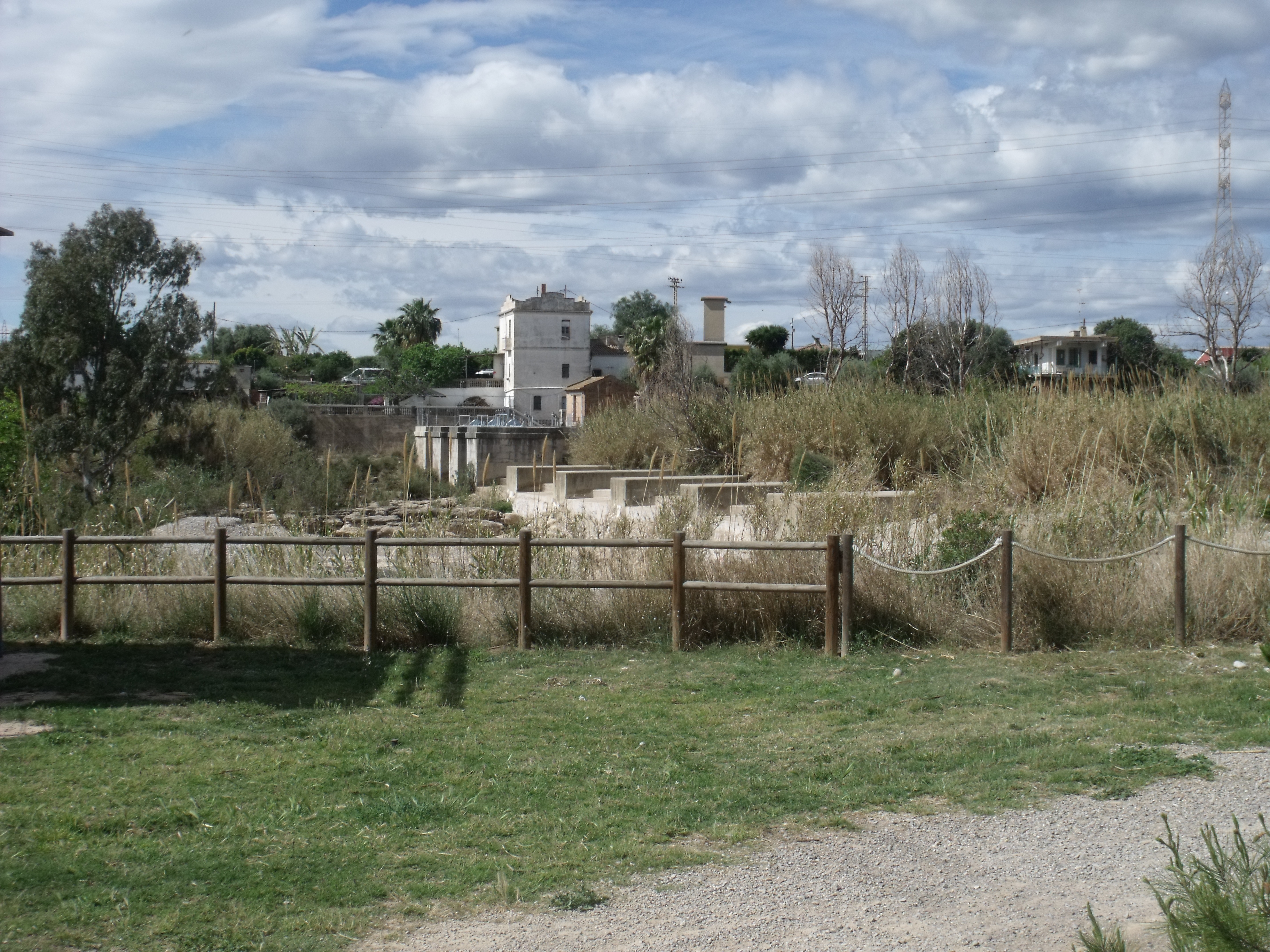
Assut de Borriana

- El Raval i la Vila. Amb magnífics edificis modernistes i vestigis de la muralla medieval.
- Pont Nou. Declarat Bé d'Interès Cultural (BIC) el 2000.
- Pont de Santa Quitèria. Declarat BIC el 1981.
- Restes del pont de La Pila, de 1278.
- Zona arqueològica del torrelló de Boverot, amb restes de poblaments d'entre 1200 i 140 a C. S'han trobat indicis dels primers recipients fets amb torn de terrisser, com ara vasos per a conservar el vi i el blat.[8]
- L'Assut, de 1886, que recull les aigües per al reg de les hortes de Castelló i Almassora.
- Ermita de Sant Antoni del segle xvii.
- Ermita de Santa Quitèria. De 1682, tot i que ja està documentat en 1330 l'existència d'un temple. Quan la pesta del segle xvii s'utilitzà com a refugi i hospital. També en el XIX, quan la guerra del Francès, va ser hospital de sang.
- Església de la Nativitat. Barroca, de 1699, allargada en 1864, espletada en 1936.
- També trobem nombrosos testimonis de l'aprofitament de l'aigua que ha fet d'estes contrades una terra ubèrrima. Hi ha diversos assuts, fins a 10 molins hidràulics, séquies, etc.
- Ermites, alqueries, una important xarxa de camins, com ara el Caminàs d'origen preromà; viles que encara conserven l'empremta d'antigues viles romanes i la gran quantitat de jaciments arqueològics que ja hem esmentat abans.
- Museu Municipal amb una bona mostra arqueològica.
- Teatre Serra, del segle xix.
- Sindicat Agrícola Sant Josep.

## Llocs d'interés

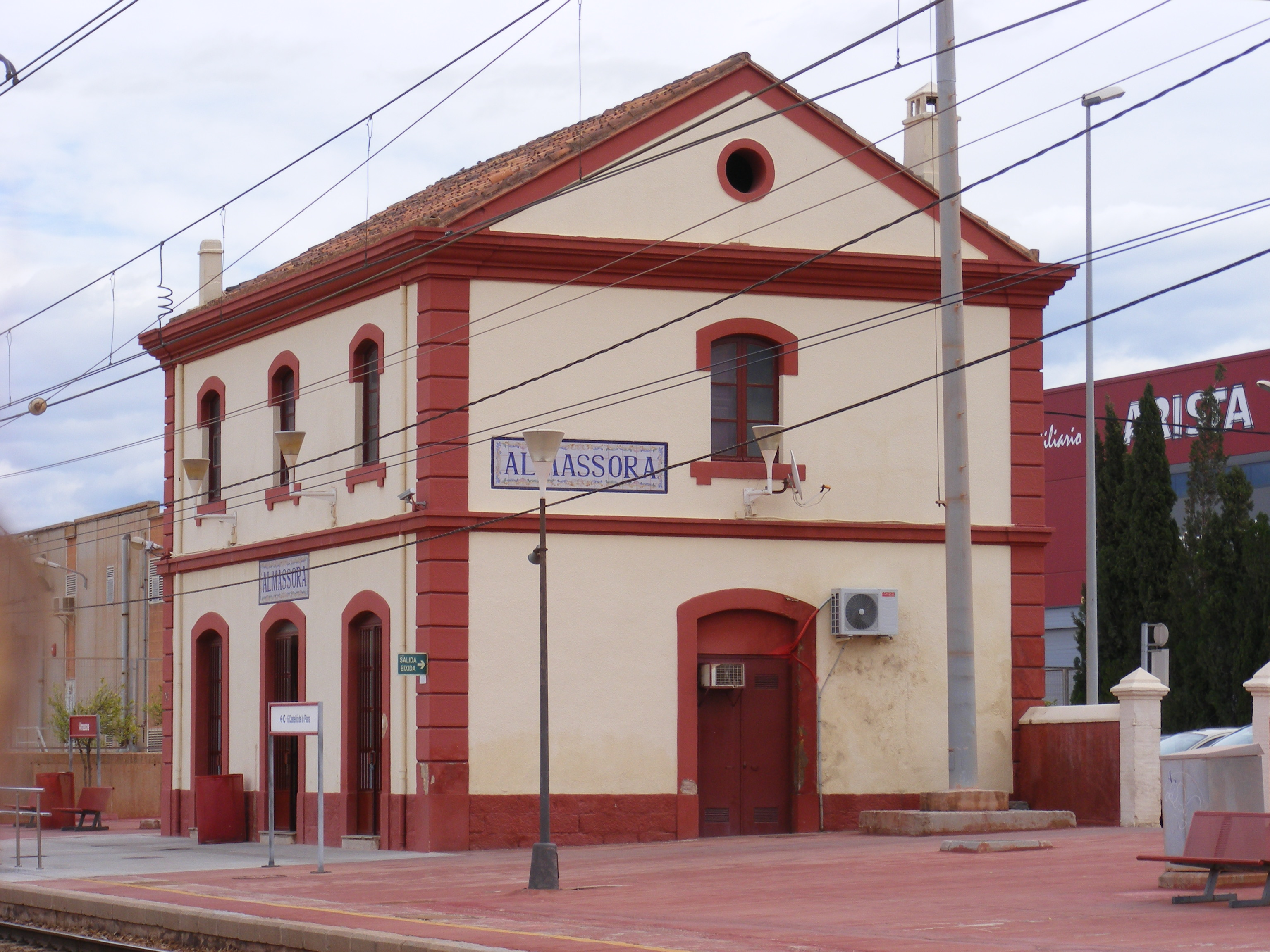
Estació d'Almassora.

- Les Goles del Millars. Desembocadura del riu Millars protegit amb la figura de “Paisatge protegit”.
- L'estació d'Almassora és una estació de la línia C-6 de la xarxa de Rodalies Renfe de València situada al polígon Industrial Millars d'Almassora, al nord-oest del nucli urbà, a la comarca de la Plana Alta de la província de Castelló. L'estació es troba a la línia del Corredor Mediterrani, per la qual cosa passen molts trens de llarg recorregut sense parar.[9]

## Festes i celebracions
- Santa Quitèria. El 22 de maig. Destaca el romiatge a l'ermita, la cavalcada del pregó, el dia de la festa major amb el repartiment del tradicional arròs en caldera i els bous embolats.[10]
- Mare de Déu del Roser. Se celebra el primer diumenge d'octubre amb una atapeïda setmana de festivitats on abunden els actes taurins i el “sopar de pa i porta”.
- Sant Antoni. El 17 de gener.
- Setmana Santa. Hi ha processons amb les confraries del Crist del Calvari, Cavallers del Sant Sepulcre i penitents de Sant Francesc.
- Sant Joan. Com en molts altres llocs del País Valencià, se celebra el solstici d'estiu.

## Persones il·lustres
- Antoni Jorques, Antoniet, pilotari.
- José Manuel Pesudo, futbolista del Futbol Club Barcelona i el València Club de Futbol.
- Pasqual Mas i Usó, escriptor.
- Família Ochando, escultors i fusters del segle xviii.
- Jose Ramón Domínguez Roque (el Patxa),Carretillero